# Superprohnilí
Superprohnilí (někdy též psáno Super prohnilí; originální francouzský název Ripoux 3) je francouzská filmová komedie z roku 2003, kterou režíroval Claude Zidi podle vlastního scénáře. Film pojednává o dvojici dávných přátel, zkorumpovaných policistů a jejich mladého kolegu, kteří společně nadále uplatňují své osvědčené, ale nelegální metody, což nakonec skončí vyloupením velké banky.
Jde o pokračování předchozích divácky úspěšných filmů Prohnilí (1984) a Prohnilí proti prohnilým (1990).

## Děj
René Boisrond už není policista a žije v důchodu, pořád však žije pokoutně, nevrací peníze, pořád sází na koně a bydlí u své známé, vědmy a věštkyně Carmen. Jeho přítel François Lesbuche zastává naopak vysokou funkci u policie.
Jednoho dne se Renému shodou okolností dostane do rukou milion eur, které má uschovat, o peníze však přijde, protože mu uklouznou do kanálu. Když se jejich majitel, čínský překupník Čen, o ně přihlásí a přijde na to, že René mu peníze nemůže vrátit, myslí si, že ho chce oklamat a chce Reného přinutit, aby mu prozradil, kde jsou peníze ve skutečnosti. Renému navrhne řešení jeho dávný přítel Albert, nynější vedoucí soukromé kliniky. René bude předstírat svou smrt a on sám mu opatří novou identitu právě zesnulého kasaře.
François dostává k zaučení Juliena, mladého příbuzného svého nadřízeného, který by z něj chtěl udělat policistu. Přestože je Julien jako policista naprosto nemožný, shodou okolností způsobí, že cesty Reného a Françoise se opět překříží. Reného navštěvuje paní Maud, která si myslí, že René je ve skutečnosti zesnulý kasař a přináší mu vybavení ke kasařovým dřívějším plánům na vyloupení banky. Renému je vyhrožováno a je nucen akci provést, podaří se mu však přesvědčit Françoise a Juliena, aby vyloupení provedli ve třech. Akce proběhne úspěšně. Chtějí peníze vrátit Čenovi, aby René mohl znovu vystupovat pod svým pravým jménem, nečekaně však nalézají ztracený milion, což způsobí, že v bance ukradené peníze jim vlastně zůstanou.

## Obsazení
| Philippe Noiret      | René Boisrond alias Jean Morzini |
| Thierry Lhermitte    | komisař François Lesbuche        |
| Loránt Deutsch       | Julien                           |
| Chloé Flipo          | Marie Morziniová                 |
| Jean-Luc Bideau      | komisař Bloret                   |
| Bernadette Lafont    | Carmen                           |
| Jean-François Balmer | Albert                           |
| Laurence Boccolini   | paní Maud                        |
| Reinaldo Wong        | Čen                              |
| Xing Xing Cheng      | Čenova žena                      |
| René Morard          | majitel restaurace               |
| Jean-Louis Foulquier | bankéř                           |
| Didier Kaminka       | šofér taxi                       |

## Zajímavosti
- Původní název filmu měl být „Super Ripoux“, což byl rovněž pracovní název během natáčení. Později byl název změněn na „Ripoux 3“. Pracovní název však byl později vybrán pro pojmenování české distribuce filmu.
- Na rozdíl od předchozích dvou dílů, které se odehrávaly na Montmartru, třetí díl se odehrává v okolí pařížské oblasti Belleville.
- Kromě Philippa Noireta a Thierryho Lhermitta hrál ve všech třech filmech ještě René Morard, dokonce ve stejné roli majitele restaurace.
- Třetím hercem, který hrál roli komisaře Bloreta, byl Jean-Luc Bideau (po Julienovi Guiomarovi v Prohnilých a Michelovi Aumontovi v Prohnilých proti prohnilým).
- Spoluautor scénáře Didier Kaminka v něm současně hraje drobnou roli taxikáře.
- „Morzini“ je jméno mafiána, kterého hrál Gérard Depardieu v dřívějším Zidiho filmu Inspektor Popleta z roku 1980.
- Jde o poslední film Clauda Zidiho před jeho odchodem na odpočinek.